# حركة أمريكا الفتية

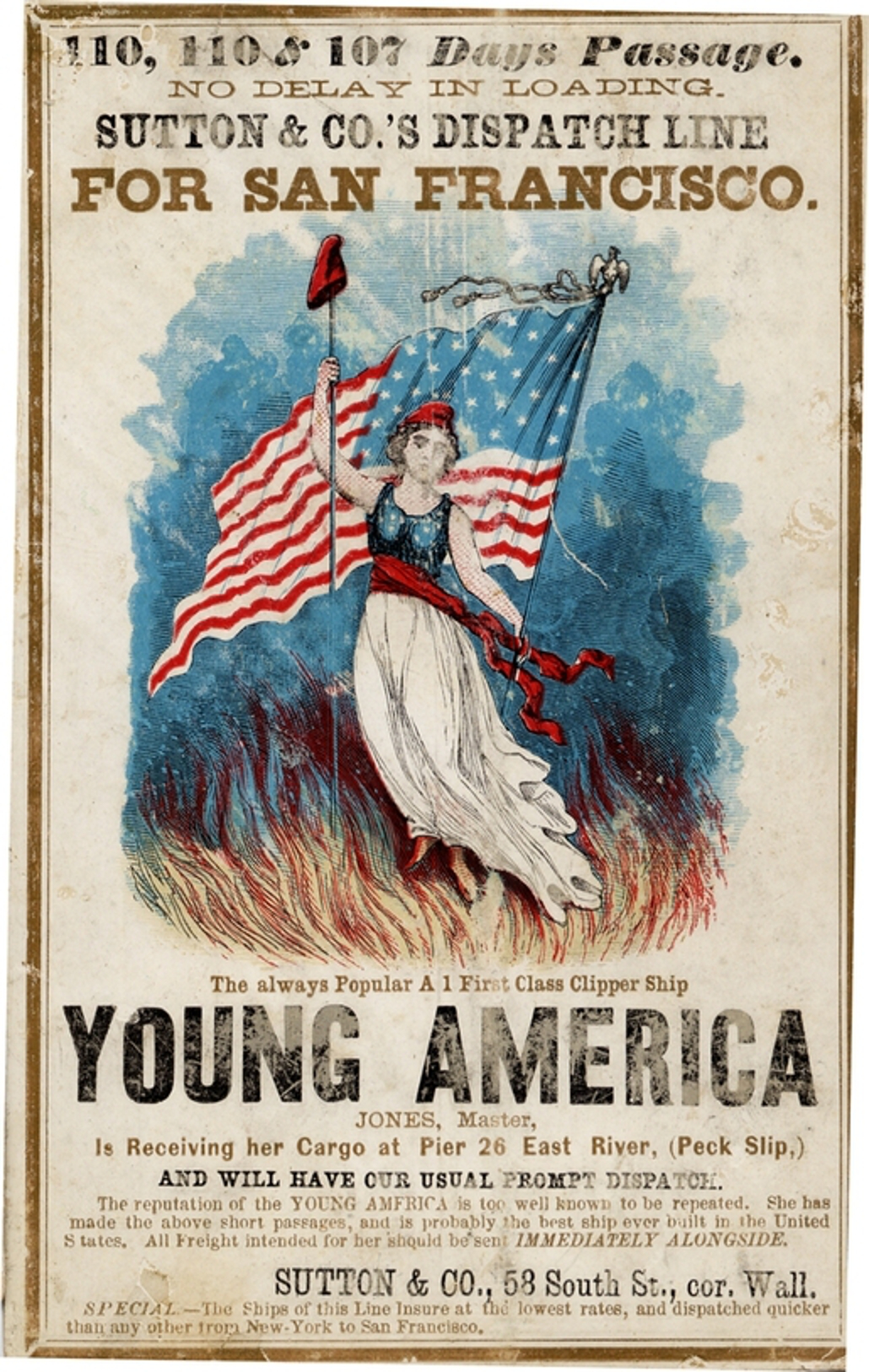
إعلان لحركة أمريكا الفتية.

كانت حركة أمريكا الفتية حركة سياسية وثقافية وأدبية أمريكية نشطت في منتصف القرن التاسع عشر. باستلهام من الحركات الإصلاحية الأوروبية في الثلاثينيات (مثل يونغ دويتشلاند، وشبان إيطاليا، والهيجليين الشباب)، تشكلت الحركة الأمريكية بوصفها منظمة سياسية في عام 1845 على يد إدوين دي ليون وجورج هنري إيفانز. دعت إلى التجارة الحرة، والإصلاح الاجتماعي، والتوسع غربًا وجنوبًا في الأراضي الأمريكية، ودعم الحركات الجمهورية المناهضة للأرستقراطية في الخارج. ألهمت الحركة حملة للأدب «الأمريكي» المتسم بشعور الذات في كتاب مثل ناثانيال هاوثورن، وهيرمان ميلفيل، ووالت ويتمان. تحولت الحركة إلى فصيل في الحزب الديمقراطي في خمسينيات القرن التاسع عشر. روج عضو مجلس الشيوخ ستيفن إيه. دوغلاس لبرنامجه الوطني في محاولة لم تلق نجاحًا للتوصل إلى حل وسط للخلافات القطاعية. أدى انهيار الحركة إلى تثبيط عزيمة الكثير من أنصارها وخيبة أملهم.

وصف الصحفي والمحرر الأمريكي جون إل. أوسوليفان الغرض العام من حركة أمريكا الفتية في افتتاحية صحيفة «ديموكراتيك ريفيو» التي نشرت في عام 1837:
إن كل التاريخ لابد وأن يعاد كتابته، ولابد من النظر إلى العلوم السياسية والنطاق الشامل للحقيقة وإيضاحها في ضوء المبدأ الديمقراطي. جميع مواضيع الفكر القديمة وجميع المسائل الجديدة الناشئة، التي ترتبط مباشرة إلى حد ما بالوجود البشري، يجب تناولها مرة أخرى وإعادة النظر فيها.
وضع المؤرخ إدوارد إل. ويدمر أوسوليفان وصحيفة ديموكراتيك ريفيو في مدينة نيويورك في مركز حركة أمريكا الفتية. بهذا المعنى، يمكن اعتبار الحركة في الأغلب من الطبقة الحضرية والطبقة المتوسطة، ولكن مع التأكيد بقوة على الإصلاح الاجتماعي السياسي لكل الأميركيين، وخاصة في ضوء تزايد أعداد المهاجرين الأوروبيين (خاصة الكاثوليك الأيرلنديين) في نيويورك في أربعينيات القرن التاسع عشر.

## السياسة
يقول المؤرخ يوناتان إيال إن فترة الأربعينيات والخمسينيات كانت ذروة فصيل الديمقراطيين الشباب الذي أطلق على نفسه اسم «أمريكا الفتية». بقيادة ستيفن دوغلاس، وجيمس كيه. بولك، وفرانكلين بيرس، والخبير المالي أوغست بيلمونت، انفصلت الحركة عن المعتقدات التقليدية الزراعية والبنائية الصارمة، واشتملت أكثر على التجارة والتكنولوجيا والتنظيم والإصلاح والقومية.
في السياسة الاقتصادية، رأت حركة أمريكا الفتية ضرورة وجود بنية تحتية حديثة من السكك الحديدية، والقنوات، والبرقيات، والموانئ والطرق الرئيسية، وأيدت «ثورة السوق» وروجت للرأسمالية. دعوا إلى منح أراضٍ للولايات من قبل الكونغرس، الأمر الذي سمح للديمقراطيين بالادعاء بأن التحسينات الداخلية كانت محلية وليست فيدرالية. زعمت الحركة بأن التحديث من شأنه أن يديم الرؤية الزراعية التي تقوم عليها الديمقراطية الجيفرسونية من خلال السماح للفلاحين ببيع منتجاتهم وبالتالي الازدهار. ربطوا التحسن الداخلي بالتجارة الحرة، في حين قبلوا بالتعريفات الجمركية المتوسطة بوصفها مصدرًا ضروريًا لعائدات الحكومة. دعموا وزارة الخزانة المستقلة (البديل الجاكسوني للبنك الثاني للولايات المتحدة)، ليس كمخطط لسحق الامتياز الخاص لنخبة اليمين الثرية من ذوي البشرة البيضاء، بل أداةً لنشر الرخاء بين كل الأميركيين.
يعود تراجع الحركة في عام 1856 إلى التحديات غير الناجحة التي واجهت القادة «الرجعيين» أمثال جيمس بيوكانان، وفشل دوغلاس في الفوز بترشيح الرئاسة في عام 1852، وعدم القدرة على التعامل مع قضية العبودية، وبزوغ سياسة الانعزال، وخيبة الأمل إزاء الإصلاح في أمريكا.